# Heteferes
| Htp · t · p | Hr · r | s |

Heteferes je bilo žensko ime u drevnom Egiptu. Znači "zadovoljno je njezino lice". Varijante pisanja imena su Hetepheres, Hetep-heres, Hotepheres i Hotep-heres. 
Poznate žene koje su nosile ovo ime bile su:
- Heteferes I., kraljica, sestra i žena Snofrua,
- Heteferes A, princeza, kćer Heteferes I.,
- Heteferes II., kraljica, unuka Heteferes I.,
- Heteferes B, princeza, nećakinja Heteferes I.,
- Heteferes C, princeza, kćer Džedefre,
- Heteferes D, kćer princa Nikaure.